# Hakusan (Mie)
Hakusan (白山町, Hakusan-chō) est un bourg situé dans le district d'Ichishi de la préfecture de Mie au Japon.
En 2003, la population est estimée être de 13 291 habitants pour une densité de 118,82 personnes par km². La superficie totale est de 111,86 km2.
Le 1er janvier 2006, Hakusan, avec la municipalité de Hisai, les villes de Anō, Geinō et Kawage, le village de Misato (tous du district d'Age), les villes d'Ichishi et Karasu, le village de Misugi (tous du district d'Ichishi), fusionnent pour former la ville étendue de Tsu et cesse donc d'exister en tant que municipalité indépendante.

## Source de la traduction
- (en) Cet article est partiellement ou en totalité issu de l’article de Wikipédia en anglais intitulé « Hakusan, Mie » (voir la liste des auteurs).